# عبد الحق حامد
عبد الحق حامد طرخان (بالتركية: Abdülhak Hamit Tarhan)‏ (1267 - 1356 هـ / 1851 - 1937 م) هو أديب وشاعر تركي.
مكث في طهران ثلاث سنوات، أتقن فيها الفارسية، ودرس المثنوي. من أشعاره «مقبر» ومن كتاباته «طارق»، ورواية «فتح الأندلس» نقلها إلى العربية عارف الشهابي.
قدم إنتاجه في الفترة الأخيرة من حياة الإمبراطورية العثمانية والسنوات الأولى للجمهورية التركية، وهو اسم مؤثر في ميلاد الأدب التركي الحديث.
ينتسب لعائلة أصيلة وعريقة من العلماء ذوي الجذور، وقد تقلد على مدار حياته مناصب كبيرة. وأتيحت له الفرصة لمشاهدة أماكن مختلفة من العالم. وهو يعد من أعظم وأقوى فناني عصره. فقد عاصر فترة التنظيمات، والمشروطية الأولى، والثانية والجمهورية. وتمكن من التعرف عن قرب بالمدارس والتيارات الأدبية الموجودة في هذه الفترات «التنظيمات»، و«الأدب الجديد»، و«الأدب القومي»، و«الأدب الثوري» في عهد الجمهورية حتى إنه قد أطلق عليه صفة الشاعر الأعظم (وكان أول من استخدم هذه الصفة لأول مرة سليمان نظيف).
ونظراً لعمله كدبلوماسي، سواء في البلدان والولايات الشرقية أو الغربية لفترات طويلة، فقد أتيحت له الفرصة أيضا للتعرف على أدب الأمتيين الشرقية والغربية. فأضاف موضوعات جديدة على الشعر التركي مستمدة من الغرب، كما أضفى فكر وأشكال حرة عليه أيضاً. وأدخل الفكر الفلسلفي على المسرح التركي بالمسرحيات التي كتبها تحت تأثير كتاب الغرب. فهو صاحب المنظومة الشعرية«مقبر» التي تعد واحدة من أعظم الأعمال الأدبية في الأدب التركي.

## عائلته وتعليمه
ولد في عام 1852 م في حكيم باشا التي تقع في بابك في إستانبول من عائلة علماء أصيلة وعريقة. فوالده المؤرخ، والدبلوماسي مفرح خير الله بك، ووالدته منتهى هانم كانت جارية قد هربت من قفقاسيا. وهو الابن الثالث بين أربع أبناء لعائلته. (والأخوة الآخرين الثلاثة بحسب ترتيبهم فاطمة فخر النساء هانم، وعبد الخالق نصوحي بك ومهر النساء هانم). وعقب انتهائه من الدراسة في مدرسة محلة التي تقع في كوشك قابو في بابك، أكمل تعليمه في مدرسة رشدية بروميللي حصار لفترة، وبعدها تلقى دروس خاصة في المنزل. وكان «لتحسين أفندي» خوجه - الذي كان أحد المعلمين الذين يقومون بالتدريس له في المنزل- عظيم الأثر على عبد الحق حامد.
وقد ذهب مع الأخ الأكبر له نصوحي وهو في العاشرة من عمره بجوار والدهما الذي كان مراقباً لنظام التعليم ومستشار التعليم القومي إلى باريس، وهناك أكمل دراسته. وفي عام 1864 م عاد من باريس إلى إستانبول. فكانت أول دراسة يتلقاها بشكل منتظم، هي دراسته لمدة عام ونصف العام في باريس. وبعد عودته للوطن وعلى الرغم ن التحاقه «بمدرسة روبرت كولج» إلا أن تعليمه الحقيقي قد تلقاة على يد معلمين خاصين في المنزل. وبينما هو في عمر صغير فقد عمل ككاتب في غرفة ترجمة الباب العالي التي كانت تقوم بدور المدرسة حينها؛ كي يتم تعليمه الأصول- الآداب العامة. وبعد عام ذهب مع والده إلى طهران حيث عمل والده هناك سفيراً. وقد تعلم اللغة الفارسية وأتيحت له الفرصة للتعرف على الأدب الإيراني.

## أعماله الأولى، وزواجه الأول، حامد كاتب مسرحي
عاد عبد الحق حامد لإستانبول في عام 1867 م على إثر وفاة والده، واستمر يمارس الحياة الوظيفية، حيث خدم في دوائر الدولة المالية والشورى. وهناك تمكن من إقامة صداقة مع أدباء عصره مثل: أبو الضيا توفيق، وسامي باشا زاده سزائي، وبهاء بك. وفي عام 1873 م تعرف إلى «رجائي زاده أكرم» وقد اعتبره «الفنان الثاني» حيث إن (الفنان الأول هو نامق كمال الذي تأثر به الأدباء الشباب في عصره). وفي هذه الأثناء كتب عمله الأدبي الأول: «مجراي عشق» الذي حكى فيه عن ذكرياته في طهران.
وفي عام 1874 م تزوج من فاطمة هانم ذات الثالثة عشر من عمرها، وهي من عائلة بيري زاده، وأقاما في منزل أخية الأكبر نصوحي بك في أدرنة وعاد معها إلى إستانبول. وأنجب طفلين هما عبد الحق حسين وحميدة. وقد كتب عبد الحق حامد أشعاره الأولى في السنوات الأولى لزواجه. وكان أحمد وفيق باشا قد عرض عليه فكرة كتابة عمل مسرحي يتضمن أمثال شعبية، فقام عبد الحق حامد بعد عدة أشهر من العرس بكتابة مسرحيته «صبر وثبات»، كما قدم في هذه الفترة أعمال أدبية أخرى مثل: «إيجلي قيز»، «دوختري هندو»، «غرام», «صاردنبال» و «نظيفه». فكتبه التي نشرها متعاقبة قد نالت شهره واسعة وانتشرت في أرجاء الدولة العثمانية.

## سنوات باريس
اختار عبد الحق حامد العمل في وزارة الخارجية، حيث عمل في فرنسا ككاتب ثان بسفارة باريس عام 1876 م. وقد ترك زوجته وأبنائه في منزل أخية في أدرنه وذهب لمباشرة مهام عمله. وقد ألّف كتاب باسم «ديوانه لكلرم» تناول فيه الفترة التي تمتد لعامين قضاها في باريس في عالم السحر والخيال، واشتمل على سبعة عشر شعراً تحدث فيههم عن الحياة والواقع. ويمكن أن تعد إضافة جديدة للشعر.
وقد جمعته صداقة مع فريد بك الذي يحظى بمكانة في مجال التاريخ وعرف باسم داماد فريد باشا، وذلك بحكم السنوات التي قضاها في باريس.
وبينما كان عبد الحق حامد في باريس، فقد أتيحت له الفرصة للإطلاع على أعمال لأدباء فرنسيين مثل يان راسين، بيراكورنيلا، فيكتور هوجو، ألفونس دا لاميران، الفيرد آدم وبين. وكتب أعمالة المسرحية «نسترين» و«طارق». ونشر مسرحية «نسترين» في فرنسا عام 1878 م والتي هي نظيرة لمسرحية «كورنيلا» وقد تسببت في إيقاظ الشكوك حول ما يدور في القصر. فموضوع هذه المسرحية يتناول النزاع بين أخوين حكام، أحدهما يريده الشعب والآخر لا يحبه الشعب، وكأنه يشير لتشابه الوضع بين السلطان مراد الخامس وعبد الحميد الثاني. وعندما انتقل لوظيفة جديدة عاش في أدرنة عامين ووهب نفسة للأدب، حيث أنهى في هذه الفترة الكثير من أعماله الأدبية باسم«صحرا»، «تازر»، «آشبر»، و«بر سافله نك حسبحال».

## عودته من باريس، وفاة فاطمة هانم، «الشاعر حامد»
على الرغم من كون حامد قد ذهب إلى باريس بكامل رغبته، إلا أنه قرر الذهاب لبرلين عن طريق باريس؛ نظراً لانتقالة للعمل في سفارة برلين، على غير رغبته. لكنه عندما علم أن أخيه قد تم تعينه على "ريزا" في هذه الفترة، عاد إلى إستانبول ليرعى زوجته وأبنائه. وعندما قررت العائلة بأكملها الانتقال إلى "ريزا" مع أخيه نصوحي بك قرر مصاحبتهم، وفكر في الذهاب لبرلين عن طريق باتوم والقرم. وهناك أتحيت له الفرصة أن يرى العديد من الأماكن التي شهدت حرب القرم. وعندما لاحظ أنه لا توجد مقبرة لشهداء الجنود الأتراك، كتب منظومة "سيواس تابول" (وهي شعره الذي أصبح فيما بعد باسم "الهامي وطن). وبينما كان حامد في "أوديسا"، صرف نظره عن الذهاب لبرلين، وأرسل تلغراف إلى وزير الخارجية يخبره فيه أنه عائد إلى ريزا؛ فاستقال من وظيفته لرغبته في ألا يترك عائلته، وطلب العمل في قنصلية «بوتى». فالشاعر الذي كان مقيماً في"ريزا"، قدم فيها أكثر إنتاجه الأدبي، كما أنهى أثره الأدبي المسمى"ابن موسى".
انتقل حامد للعمل في قتصلية «بوتى» عام 1881 م، ونظراً لعدم رضاه عن الوضع هناك؛ فاضطر إلى التوجه لمدينة اليونان بعد بضعة أشهر. وهناك ظل ثلاث سنوات مع فاطمة هانم. وفي عام 1883 م تم تعينه في قنصلية «بومباي».وقد اعتقد أن تغيير الهواء سوف يعمل على تحسين صحة زوجته فقبل هذه الوظيفة.
وعلى الرغم من أن جمال الطبيعة لمدينة «بومباي» التي قضى بها ثلاث سنوات، كان عاملاً ملهماً للوحي الشعري لعبد الحق حامد، إلا أن صحة زوجته فاطمة هانم لم تتحسن. وعندما علم أنها تعاني مرض السل، اصطحب عائلته وعاد بها إلى إستانبول، حيث وافتها المنية قبل أن تصل إلى إستانبول في عام 1885 م في منزل «نصوحي بك» الذي كان والي بيروت في ذلك الحين. فالشاعر الذي مكث أربعين يوماً في بيروت، لم يترك يوماً دون أن يزور قبر زوجته وكتب شعره المشهور«مقبر» ينعي فيه زوجته.
وبنشره للمنظومة الشهيرة المسماة «مقبر»، تضاعفت شهرة الشاعر حتى تخطت حدود الإمبراطورية. فحامد الذي عرف بإنتاجه الأدبي حتى ذلك الوقت في النثر، اشتهر وذاع صيته بعد وفاة زوجته كشاعر.
وعند عودته لإستانبول وهب نفسه للأدب، ونشر عمل أدبي آخر باسم «أولو = الميت» ينعي أيضا فيه زوجته، وعمل أدبي باسم «بونلر أو در»، و«حجلة». وكتب عن بعض ملامح من الهند.

## سنوات لوندره
أحب حامد - الذي ذهب إلى لوندره مقر وظيفته الجديدة في نهاية عام 1886 م- هذه العاصمة وتعلق بها للغاية. وأنهال في إرسال المقطوعات الشعرية لمجلة «عبرت». والشاعر الذي أراد أن يتزوج مرة أخرى؛ ولكن من فتاة بريطانية هذه المرة، صرف النظر عن هذا الأمر بسبب اعتراض عائلته العريقة بحجة الفارق الإجتماعي بينهما. وفي هذه الفترة كتب أعمالاً مسرحية باسم«فينتين»، و«جنون عشق»، حيث طرح من خلالهما موضوع الفارق المادي والإجتماعي.
وقد تجاوز حامد في مسرحيتة التي تحمل اسم «زينب»، والتي أرسلها مع علمه الأدبي «فينتين» إلى إستانبول ليحصل على تصريح بالطبع، بعد عودته لإستانبول كان هذان العملان سبباً في بقائه بلا عمل. إلا أنه قد تقدم بطلب والتماس إلى السلطان عبد الحميد الثاني وبناءً على هذا عاد لوظيفته السابقة في لوندره مرة أخرى شريطة ألا يتجاوز في أدبه. وقد نشر في كتاب مستقل جزءاً من خطاباته التي كان يرسلها لأفراد عائلته وأصدقائه عندما كان خارج الدولة.

## زواجه الثاني والثالث
انتقل حامد - الذي تزوج من سيدة إنجليزية تدعى «بايان نيلي» في عام 1890 م- للعمل في سفارة «لاهاي» في عام 1895 م. وبعد عامين عاد اإلى لوندره من جديد كمستشار سفير لوندره. ثم عاد أدراجه إلى إستانبول على إثر مرض زوجته. وقد قضى الفترة من (1900 م-1906 م) في إستانبول. وتم تعينه في سفارة بروكسل عام 1906 م، وترك زوجته بجوار عائلته التي في اسكوتشه، وذهب إلى بروكسل عام 1906 م.
مرة أخبر محمود صبحي الدفتري أنه احتاج إلى النقود في بعض الأيام وهو سفير في بروكسيل على عهد السلطان عبد الحميد الثاني فباع وسامه المرضع بألماس ليحصل على مال يفرج عنه الضيق. وسأله الدفتري وهل علم السلطان بذلك ؟ فقال: نعم، لقد علم بالأمر بعد حين فأمر بأن أمنح بديلاً عنه.
وعلى الرغم من محبة عبد الحق حامد لزوجته التي أصيبت بمرض السل؛ إلا أنه لم يستطيع أن يمنع نفسه من الزواج مرة أخرى. وبدأ يعيش مع سيدة تدعى «فلورنسا أشلي» واصطحبها إلى إستانبول. وعندما علم بحالة زوجته الصحية كان لزاماً عليه أن يكون بجوارها، فعاد إلى إستانبول. وبعد وفاة «بايان نيلي» في عام 1911 م. فكر في أن يكتب عملاً أدبياً باسم«مدفن» لينعي فيه زوجته الثانية على غرار منظومته الشعرية «مقبر» التي نعى فيها زوجته الأولى؛ لكنه لم يفعل. وأتم زواجه الثالث بناء على طلب عائلته من السيدة جميلة هانم في 1911 م. وقد دامت هذه الزيجة عشرين يوماً، حيث انفصل عنها حامد، وعاد إلى بروكسل.

## بايان لوسيان، العودة لإستانبول، الأيام العصيبة في فينا
وعقب وفاة "نصوحي بك" الأخ الأكبر للشاعر في عام 1912 م، أنهى عبد الحق حامد عمله. وتزوج حامد في العام نفسه من "بايان لوسيان" البلجيكية ذات الثامنة عشر عاماً، وعاد معها إلى إستانبول. وقبل الوظيفة التي عرضها عليه وزير المعارف. وطبع أعماله الأدبية باسم"والدتي","إيلخان", ليرته". أصبح حامد - الذي كان عضواً في مجلس الأعيان- رئيساً للمجلس، وذهب في نهاية الحرب العالمية الأولى لفينا مع زوجته. وهناك تعثرت أحوالة المادية وعاش أزمة صعبة. ونظم شعراً يحمل اسم "شاعر اعظم"، حيث خلق في الأوساط الأدبية ردود فعل واسعة ونشره في جريدة طنين.

## عصر الجمهورية
وقد عاد حامد عقب نشره للمنظومة الشعرية "شاعر أعظم" إلى إستانبول. حيث خصصت له حكومة أنقرة معاشاً، ووفرت له البلدية شقة في ماجقه بالاس بإستانبول. وفي نفس هذه الفترة عام 1920 م انفصل عن زوجته لوسيان هانم بشكل محترم ودونما مشاكل، واستمر في مراسلة لوسيان هانم التي تزوجت برجل إيطالي. وقد نشر عمله المسمى"روحلر" في عام 1922 م، و"غرام" في عام 1923 م، و"يابانجي دوستلر= الأصدقاء الأجانب" في عام 1924 م، وطبع في عام "1925 م"أعماله "ارضى لر", و"جنون عشق". وتم الاحتفال بعيد مولده السابع والخمسين في مدرسة "غلطه سراي" بحضور كلا من سامب باشا زاده" و"خالد ضيا".
وقد تركت زوجته السابقة لوسيان هانم زوجها في عام 1927 م، وحصلت على لقب «كونتسه»، وعادت له. وحامد الذي أصبح نائباً بمجلس الأمة في عام 1928 م، ظل في وظيفته هذه حتى وافته المنية في «ماشكه بالاس» في الثاني عشر من إبريل عام 1937 م، ودفن بعد مشهد جنائزي مهيب في مقبرة «زنجيرلي كوى» الأثرية وهو أول شخص يدفن بها.

## أعماله الأدبية

### أشعاره
- صحرا (1878 م).
- مقبر (1885 م).
- أولو (1886 م).
- حجلة (1887 م).
- بر سافله نك حسبحالي (1886 م).
- بالادن بر سس (1911 م).
- والدم (1913 م).
- إلهام وطن (1918 م).
- طيفلر كجدي (1919 م).
- روحلر (1922 م).
- غرام (1923 م).
- الأراضي (1925 م).
- بر سافله نك حسبحلندن.
- كرسي استغراق.
- بونلر أودر (1885 م).
- ديوانلرم ياخود بلده (1885 م).

### المسرحيات
- إيجلي قيز (1875 م).
- صبر وثبات (1880 م).
- دخترهندو (1875 م).
- نظيفة ياخود فدائى حميت (1876 م-1919 م).
- طارق ياخود أندلس فتحب.
- آشبر (1880 م-1945 م).
- زينب (1908 م).
- مجراي عشق (1910 م).
- إيلهان.
- طراخان (1916 م).
- ابن موسى ياخود ذات الجمال (1917 م).
- ساردانبال 1917 م.
- عبد الله الصغير (1917 م).
- فينتن (1918 م-1964 م).
- ابن موسى 1919 م-1927 م.
- ياد كار حرب.
- خاقان 1935 م.

## وصلات خارجية
- عبد الحق حامد على موقع الموسوعة البريطانية (الإنجليزية)